# Арппеанум

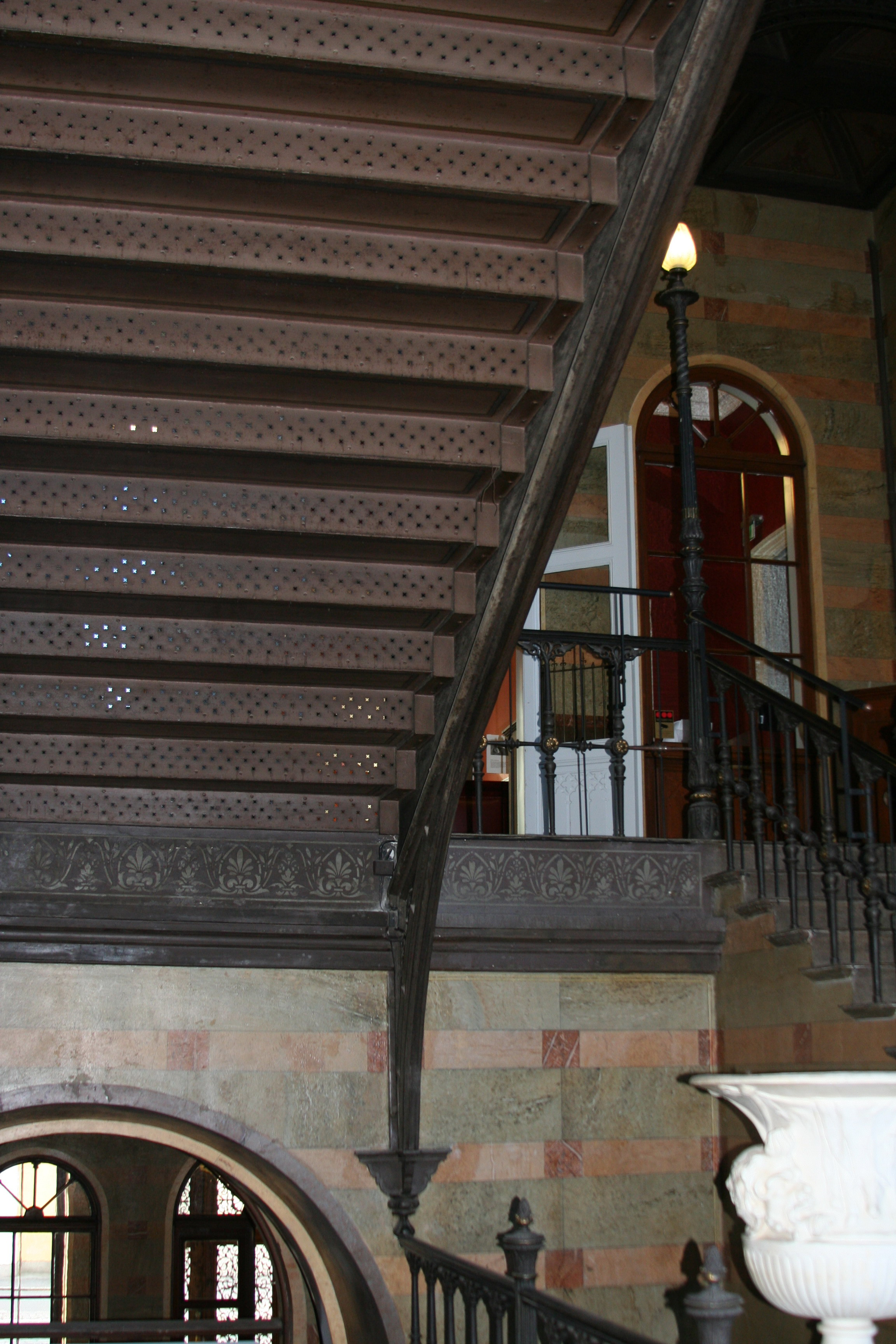
Вид с парадной лестницы. Фрески отреставрированные. Светильники оригинальные, изначально газовые. Ступени выполнены из перфорированной стальной пластины со звёздообразным рисунком. В левом нижнем углу видна главная дверь здания.

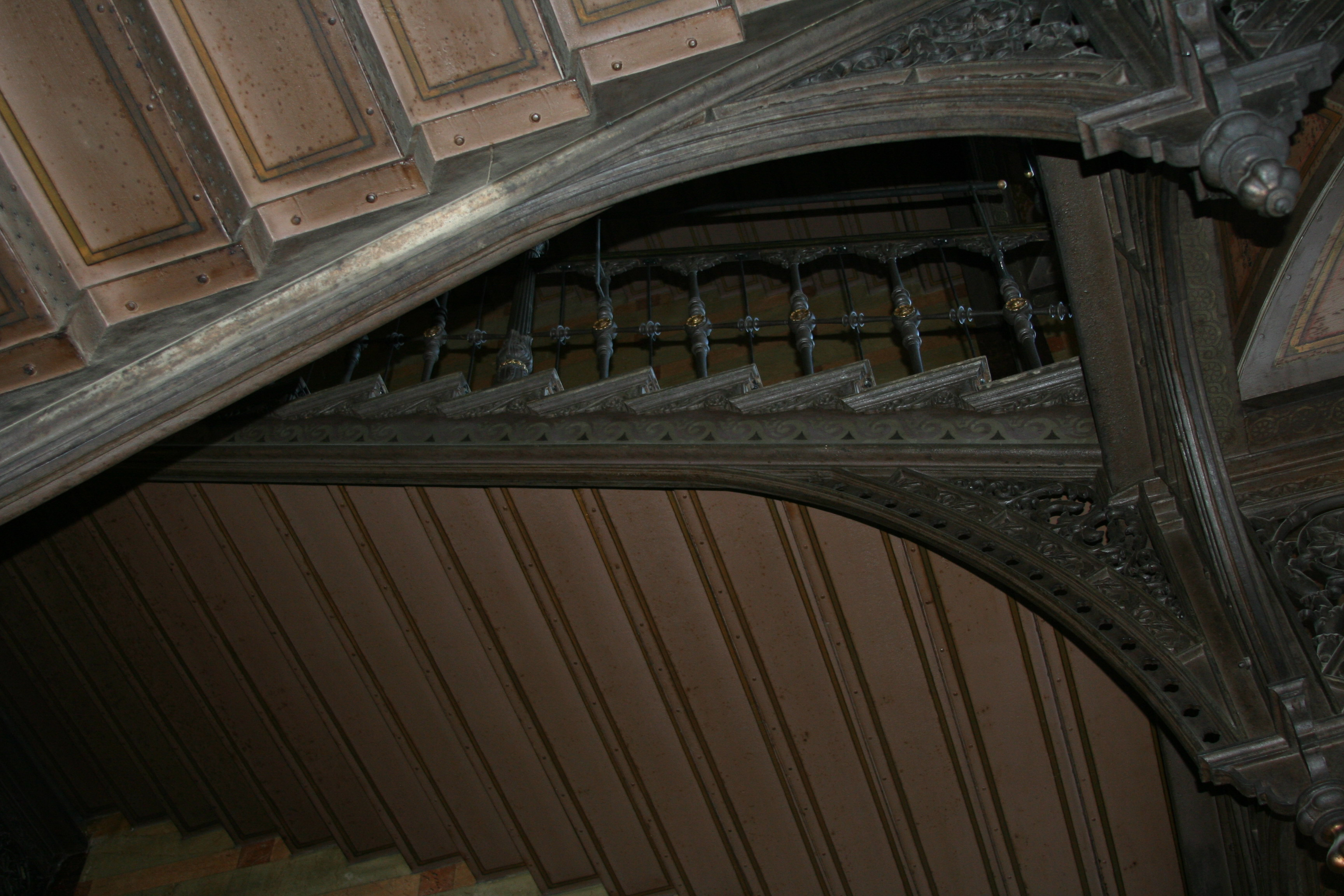
Лестница внизу. Опорные конструкции с декоративными арками, поддерживающие промежуточную площадку, выполнены из чугуна и стали. Лестница тёмная, окна выходят на восток, а освещение напоминает оригинальный газовый свет.

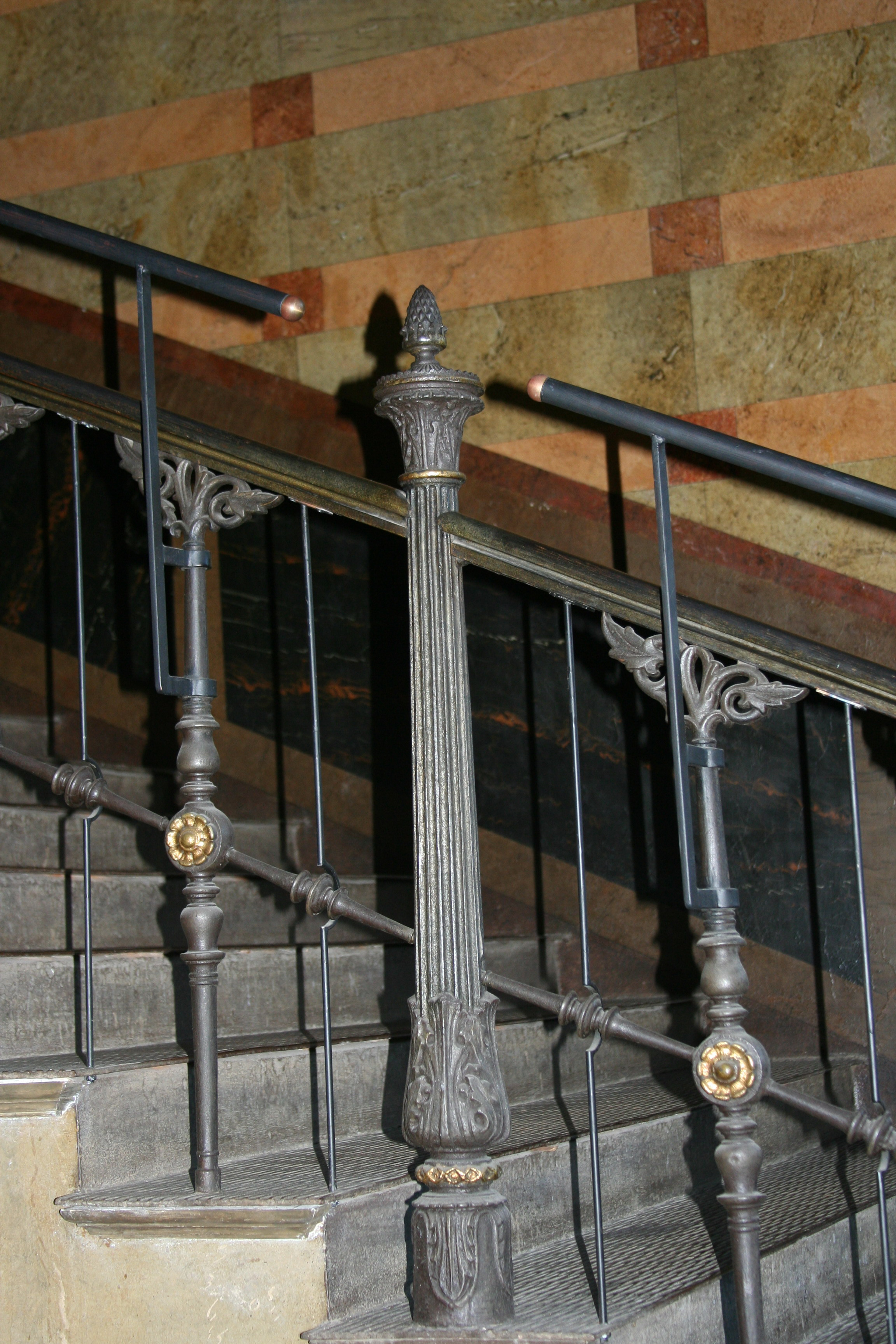
Перила чугунные. Ступени изготовлены из ребристой листовой стали. Верхний металлический поручень был добавлен позже из соображений безопасности, нижний — деревянный.

Арппеанум — историческое здание, построенное для Императорского Александровского университета в 1869 году и долгое время принадлежащее Хельсинкскому университету, расположенное в северо-восточном углу Сенатской площади Хельсинки, на углу улиц Снельманинкату и Халлитускату.
Здание было спроектировано архитектором Карлом Альбертом Эдельфельтом.
Университет покинул здание в конце 2014 года, и сейчас оно используется канцелярией премьер-министра.

## История

### Строительство и эксплуатация как химическая лаборатория и музей
Строительство Арппеанума было завершено в 1869 году для химической лаборатории и музейных коллекций тогдашнего Императорского Александровского университета. Здание было построено для решения проблемы нехватки площадей в главном здании университета. Строителем проекта стал Адольф Эдвард Арппе, профессор химии, ректор университета, в честь которого был назван дом.
Архитектором был Карл Альберт Эдельфельт, спроектировавший дом в венецианском стиле. Во время своего европейского турне несколькими годами ранее Эдельфельт изучал архитектуру как в Венеции, так и в Гамбурге, где в моде была архитектура в стиле круговой арки с венецианским влиянием, и Арппеанум стал синтезом этих влияний.
По меркам того времени Арппеанум был исключительно большим и грандиозным: до этого в Хельсинки было всего несколько четырёхэтажных домов. Здание уже на этапе проектирования обвиняли в слишком высокой стоимости и показной роскоши, и критика усиливалась из-за местоположения его строительства во время великого голода 1860-х годов. Хотя здание уже было уменьшено на чертежах из соображений стоимости, в конечном итоге его строительство обошлось дороже, чем Успенский собор (Хельсинки), строительство которого было завершено в то же время. Особенно критиковалась за роскошь официальная резиденция профессора Адольфа Эдварда Арппе площадью 400 квадратных метров, хотя сам Адольф Эдвард Арппе никогда не жил в ней.
В конце 1869 года газета «Hufvudstadsbladet» саркастически предложила переименовать дом в «Молодёжные мечты советника Арппена».
На двух нижних этажах разместилась химическая лаборатория, а под домом была пробурена скважина. Колодец всё ещё существует, и в нём даже есть вода. На третьем этаже располагался Минеральный кабинет и официальная резиденция профессора химии, на четвёртом — историко-этнографический музей и собрание скульптур, а также музыкальные и гостиные комнаты. Однако наиболее архитектурно примечательным пространством здания является четырёхэтажная парадная лестница, ступени и площадки с перилами которой выполнены из чугуна и стали.

### Арппеанум в XX веке
Первоначальная главная химическая лаборатория Арппеанум переехала в 1887 году, когда на соседнем участке по адресу Hallituskatu, 5 была построена новая лаборатория, спроектированная Карлом Густавом Нюстремом. Однако роскошная официальная резиденции профессоров химии просуществовала до 1920-х годов. Историко-этнографические коллекции университета были переданы в 1912 году в Национальный музей. Освободившееся помещение временно занимали Физический факультет, Департамент сельскохозяйственной и лесной зоологии и Славянская библиотека, пока Арппеанум не был полностью передан Департаменту геологии.

### Музей университета
После переезда геологов в кампус Кумпула в 2003 году в здании был открыт музей Хельсинкского университета, к которому были подключены все исторические музеи и коллекции, действующие под эгидой университета. Перед тем, как музей переехал в здание, в нём была произведена крупнейшая в своей истории реконструкция. Музей переехал из Арппеанума в 2014 году. Основная экспозиция перенесена в главное здание университета и в коллекции Финского музея естественной истории, связанные с музеем естественной истории и ботаническим садом Кумпула.
Хельсинкский университет отказался от Арппеанума в конце 2014 года.

## Использование здания сегодня
Senate Real Estate планирует переоборудовать здание под офис. Ремонтные работы были завершены в 2015 году.
Осенью 2015 года в здание перебралось около 180 сотрудников административной единицы Канцелярии Премьер-министра.